# Fenichel Sámuel
Fenichel Sámuel (Nagyenyed, 1868. augusztus 25. – Stephansort, Pápua Új-Guinea, 1893. március 12.) utazó.

## Élete
Nagyenyedről származott, s az ottani főiskola növendéke volt, ahol kitűnő természettudományos nevelést kapott. Érdeklődése kezdetben a régészet felé vonzotta. 1888 nyarán Bukarestbe ment és 3 év alatt szakszerűen berendezte az ottani elhanyagolt régészeti múzeumot, melynek segédőre lett. Később két évig Dobrudzsában az adamclisi római vártelepen ásatott főnökével, dr. Gheorghe Tocilescu múzeumi igazgatóval. Itt ismerkedett meg Albert Grubauerrel, aki ornitológiai kutatás céljából utazott a Duna deltájába.

## Az új-guineai expedíció
Ez a találkozás sorsfordulót jelentett Fenichel Sámuel életében, mivel a tehetős német kutató meghívta őt tervezett új-guineai expedíciójára preparátornak. Örömmel fogadta Grubauer meghívását, leköszönt múzeumi állásáról és Budapestre utazott. 1891 nyár elején a Magyar Nemzeti Múzeumban gazdagította szakmai ismereteit, s a múzeumtól is megbízást kapott állatok és néprajzi tárgyak gyűjtésére. 1891. augusztus 6-án Münchenbe utazott, ahol hat hétig dolgoztak az expedíció felszerelésének összeállításán. Csak szeptember 30-án indulhatott el útjára Hamburg kikötőjéből. Grubauer a genovai kikötőben csatlakozott hozzá. Útjuk során megálltak Ceylonban és Szingapúrban, majd Batáviába érkeztek, ahonnan azonban a kolerajárvány miatt vissza kellett térniük Szingapúrba. November 20-án érkeztek Jáva szigetének északi partjaira. December 15-én pedig Pápua Új-Guinea német részébe (az Astrolabe-öbölben fekvő Konstantinhafenbe) indultak.
Nyomban hozzálátott a gyűjtőmunkához, társa azonban megbetegedett, és otthagyta a szigetet. Grubauer magával vitte az expedícióra szánt 200 000 márkát, és csak 100 márkát hagyott hátra Fenichelnél, aki ennek ellenére folytatta a gyűjtőmunkát. Felvette a kapcsolatot az MNM-mel, ahonnan kapott is annyi támogatást, hogy létét fenntarthassa. Természetesen a gyűjtést most már kizárólag a hazai intézmények számára végezte. Madarakon és egyéb gerinces állatokon kívül nagy mennyiségben gyűjtött rovarokat is. Fő munkaterülete az Astrolabe-öböl partvidéke volt, elsősorban Friedrich-Wilhelmshafen (a mai Madang városa), Konstantinhafen, Erima, Stephansort. Behatolt a Finisterre-hegység dzsungeleibe, és 2000 méter fölötti magasságban is végzett gyűjtést. Ezen a vidéken előtte csak a híres orosz természetbúvár, Nyikolaj Mikluho-Maklaj (1846-1888) és a német Otto Finsch (1839-1917) járt, Fenichel azonban olyan helyekre is eljutott, ahol előtte még nem fordult meg európai kutató.
Akkoriban a trópusi vidékek legelterjedtebb betegsége a malária volt, amelynek hathatós ellenszerét még nem ismerték. Nem sokkal érkezése után őt is megtámadta a kór (egyesek szerint a sárgaláz), de erős szervezete sokáig ellenállt a lázrohamoknak. Bizonyára a megerőltető terepmunka is hozzájárult ahhoz, hogy 1893 elején mind kínzóbbá vált betegsége veseműködési zavarokat idézett elő, ami a kutató halálához vezetett.

## Halála után
Gyűjtésének nagy részét már korábban hazajuttatta, így a MNM-nek mintegy 3000 néprajzi tárgyat küldött, de juttatott belőle a nagyenyedi Bethlen Kollégiumnak is. Állattani gyűjtése kb. 25 000 darabot számlált; ez a múzeum állattárát gyarapította, s a feldolgozók sok új állatfajt írtak le belőle.
Amikor a halálának a híre Budapestre érkezett, a Magyar Tudományos Akadémia 1895. február 9-én tiszteletére emlékülést tartott. Ezen Herman Ottó méltatta tudományos érdemeit és önfeláldozó munkásságát. Az elhangzottak ösztönözték arra Bíró Lajost, hogy folytassa Új-Guineában Fenichel megkezdett munkáját. Bíró megörökítette fényképezőgépével sírját, és a kép segítségével Balogh János akadémikusnak 1971-ben sikerült rátalálnia. A fából készült fejfát az enyészet már eltüntette, de hamvainak helyét egy közelében álló nagy fekete sírkő alapján azonosítani lehetett.

## Emlékezete
Pápua Új-Guinea fővárosában, a Port Moresby-i egyetem falán arcképes tábla emlékeztet a tudomány magyar mártírjára.

## Munkái
Archeológiai cikkeket írt az Archaeologiai Értesítőbe:
- 1888. A sz.-ujfalusi és paczalkai katlansírokról
- 1890. A rozsdás fémrégiségek megóvása
- 1891. A gyertyámosi és bedelői halomsírokról
- 1891. A bedelői «la furcs»-i határbeli tumulusok
- 1891. Tanácsok régi tárgyak ragasztására és tisztogatására

Egyéb cikkei:
- A selyemtenyésztés (Bukaresti Magyar Képes Naptár, 1890)
- Utazás Ausztráliában, kivonat naplójából (Közérdek, Nagyenyed 1892. 17. sz.)